# Jet Set Radio
Jet Set Radio (Jet Grind Radio en Estats Units), és un joc de skate i Graffiti del carrer creat per Sega. Fou potser, junt amb Crazy Taxi, un dels arcades més divertits per a la Dreamcast, posteriorment fou versionat per a X-Box i per a Game Boy Advance.
El joc feia un ús intensiu d'una tècnica innovadora dita "Cell shading", aquesta tècnica li atorgava un aspecte "cartoon" remarcant els contorns de decorats i personatges amb unes gruixudes línies negres i aplicant sobre aquests unes teixidures planes de vius colors, dotant a Jet Set Radio d'un toc molt original.
Des de llavors el cell shading ha estat un valuós recurs per als programadors, sent emprat així en jocs del calibre de The Legend of Zelda: The Wind Waker.

## Història
Jet Set Radio fou anunciat en el Tokio Game Show de 1999 i generà una quantitat prodigiosa d'atenció en la premsa a causa de l'ús d'una nova tècnica, en aquell moment, dita cell shading. Aquesta tècnica permet donar una aparença de dibuix animat als objectes representats.
Jet Set Radio fou llançat en Japó el 29 de juny de 2000. El llançament en Estats Units, rebatejat com Jet Grind Radio, contenia dos nous mapes i diverses cançons noves, a més d'altres continguts extra. Aquesta versió també permetia connectar-se a internet a través de SegaNet i descarregar marques de grafitis o pujar les pròpies. Principalment a causa del cessament en la producció de la Dreamcast, les vendes foren relativament baixes. Tanmateix, el joc ha arribat a un estatus de joc de nivell mitja.